# Менаджо
Мена̀джо (на италиански: Menaggio; на ломбардски: Menas, Менас) е малко градче и община в Северна Италия, провинция Комо, регион Ломбардия. Разположено е на 203 m надморска височина, на западния бряг на езеро Лаго ди Комо. Населението на общината е 3084 души (към 2017 г.).